# BCV Volley Cup 1994
La BCV Volley Cup di pallavolo femminile 1994 si è svolto dal 12 al 17 aprile 1994 a Montreux, in Svizzera. Al torneo hanno partecipato 8 squadre nazionali e la vittoria finale è andata per la prima volta al Brasile.

## Squadre partecipanti
- Brasile
- Cina
- Corea del Sud
- Cuba
- Giappone
- Russia
- Stati Uniti
- Svizzera

## Gironi
| Girone A                    | Girone B                                   |
| --------------------------- | ------------------------------------------ |
| Cuba Giappone Italia Russia | Brasile Corea del Sud Stati Uniti Svizzera |

## Fase finale

### Finali 1º e 3º posto
|  | Semifinali  | Semifinali  | Semifinali  |             |        | Finale 1º/2º posto | Finale 1º/2º posto | Finale 1º/2º posto |  |
|  |             |             |             |             |        |                    |                    |                    |  |
|  | Brasile     | Brasile     | 3           |             |        |                    |                    |                    |  |
|  | Brasile     | Brasile     | 3           |             |        |                    |                    |                    |  |
|  | Stati Uniti | Stati Uniti | ?           |             |        |                    |                    |                    |  |
|  | Stati Uniti | Stati Uniti | ?           |             | Russia | Russia             | 3                  |                    |  |
|  |             |             |             |             | Russia | Russia             | 3                  |                    |  |
|  |             |             | Stati Uniti | Stati Uniti | 1      |                    |                    |                    |  |
|  | Cina        | Cina        | Stati Uniti | Stati Uniti | 1      | 3                  |                    |                    |  |
|  | Cina        | Cina        |             |             |        | 3                  |                    |                    |  |
|  | Russia      | Russia      | ?           |             |        | Finale 3º/4º posto | Finale 3º/4º posto | Finale 3º/4º posto |  |
|  | Russia      | Russia      | ?           |             |        |                    |                    |                    |  |
|  |             |             |             |             |        |                    |                    |                    |  |
|  |             |             |             |             |        | Brasile            | Brasile            | 3                  |  |
|  |             |             |             |             |        | Brasile            | Brasile            | 3                  |  |
|  |             |             |             |             |        | Cina               | Cina               | 0                  |  |

### Finale 5º e 7º posto
|  | Semifinali    | Semifinali    | Semifinali    |               |      | Finale 5º/6º posto | Finale 5º/6º posto | Finale 5º/6º posto |  |
|  |               |               |               |               |      |                    |                    |                    |  |
|  | Corea del Sud | Corea del Sud | 3             |               |      |                    |                    |                    |  |
|  | Corea del Sud | Corea del Sud | 3             |               |      |                    |                    |                    |  |
|  | Giappone      | Giappone      | 1             |               |      |                    |                    |                    |  |
|  | Giappone      | Giappone      | 1             |               | Cuba | Cuba               | 3                  |                    |  |
|  |               |               |               |               | Cuba | Cuba               | 3                  |                    |  |
|  |               |               | Corea del Sud | Corea del Sud | 1    |                    |                    |                    |  |
|  | Cuba          | Cuba          | Corea del Sud | Corea del Sud | 1    | 3                  |                    |                    |  |
|  | Cuba          | Cuba          |               |               |      | 3                  |                    |                    |  |
|  | Svizzera      | Svizzera      | ?             |               |      | Finale 7º/8º posto | Finale 7º/8º posto | Finale 7º/8º posto |  |
|  | Svizzera      | Svizzera      | ?             |               |      |                    |                    |                    |  |
|  |               |               |               |               |      |                    |                    |                    |  |
|  |               |               |               |               |      | Giappone           | Giappone           | 3                  |  |
|  |               |               |               |               |      | Giappone           | Giappone           | 3                  |  |
|  |               |               |               |               |      | Svizzera           | Svizzera           | 0                  |  |

## Classifica finale
| Classifica | Squadre       |
| ---------- | ------------- |
|            | Brasile       |
|            | Cina          |
|            | Russia        |
| 4          | Stati Uniti   |
| 5          | Cuba          |
| 6          | Corea del Sud |
| 7          | Giappone      |
| 8          | Svizzera      |